# Schalker Horchposten

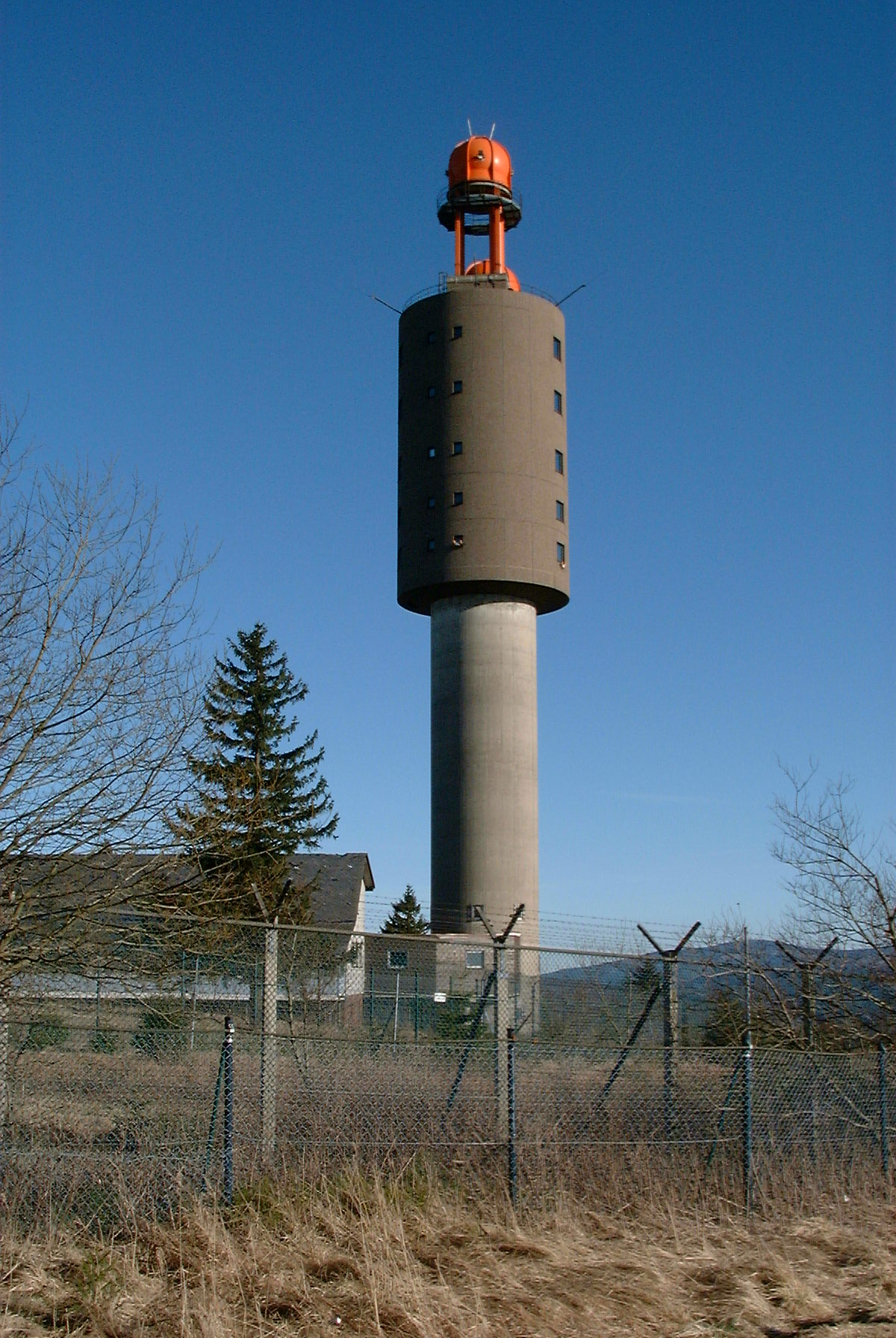
Hauptturm des Schalker Horchpostens, 2001

Der Schalker Horchposten war eine Luft- und Fernmeldeaufklärungsanlage auf der Schalke, einem etwa 762 m ü. NHN hohen Berg im Harz nahe dem niedersächsischen Goslar.
Die Gipfelregion der Schalke wurde ab etwa 1959 im Kalten Krieg von französischen Luft- und Fernmeldeaufklärungseinheiten, darunter Groupe Electronique 50/450 und Escadron Electronique Sol 33/351 sowie Escadron de Renseignement Air 21/054, DT3, genutzt. Diese Einheiten waren zusätzlich auf einem separaten Gelände des Fliegerhorstes Goslar stationiert und verfügten dort zeitweise über einen Luftaufklärungshubschrauber. 1978 wurde die Anlage gründlich modernisiert und mit Grundsteinlegung am 24. April der 64 m hohe Stahlbetonturm als Hauptturm des Horchpostens errichtet. Die oberen drei Technikebenen des Turms beherbergten Anlagen für die Fernmeldeaufklärung (COMINT), zur Luftraumüberwachung (RADAR) und die elektronische Aufklärung (ELINT), mit einer Besatzung von 15–20 Soldaten. Neben den zwei Antennenkuppeln auf dem Turmdach waren Antennen auch seitlich an der Turmkanzel hinter einem Wetterschutz befestigt. Daneben standen mehrere Gittermasten mit Antennen auf dem Gelände des Horchpostens.
Eigentümer des Grundstücks war das Land Niedersachsen, das die Liegenschaft an die Bundesrepublik Deutschland für militärische Zwecke verpachtet hatte. Diese überließ das Objekt aufgrund des NATO-Truppenstatuts den französischen Streitkräften. Mit dem Ende des Ost-West-Konfliktes entfiel der Hauptzweck der Anlage und die französischen Einheiten rückten im April 1993 ab. Bis 2002 stand die Anlage leer. Der Landkreis Goslar erließ eine Verfügung, mit der der Bund verpflichtet wurde, sämtliche baulichen Anlagen zu beseitigen. Hiergegen klagte der Bund erfolglos beim Verwaltungsgericht Braunschweig und beim Oberverwaltungsgericht Lüneburg, das die Revision gegen sein Urteil nicht zuließ. Die Beschwerde des Bundes beim Bundesverwaltungsgericht hatte ebenfalls keinen Erfolg.
Am 11. Oktober 2002 wurde der Turm gesprengt und bis August/September 2003 die gesamte Anlage entfernt. Der Bund gab das Grundstück der Niedersächsischen Landesforstverwaltung zurück, die die Fläche forstwirtschaftlich bewirtschaftet.